# 透茎冷水花
透茎冷水花（学名：Pilea pumila）是荨麻科冷水花属的植物。分布在日本、北美、朝鲜、台湾、西伯利亚、蒙古以及中国大陆的海南、新疆、青海等地，生长于海拔400米至2,200米的地区，常生长在山坡林下和岩石缝的阴湿处，目前尚未由人工引种栽培。

## 别名
肥肉草（广东）

## 异名
- Pilea hamaoi Makino
- Pilea mongolica Wedd.
- Pilea pumila (L.) A. Gray var. hamaoi (Makino) C. J. Chen
- Pilea pumila (L.) A. Gray var. obtusifolia C. J. Chen